# Zara Home

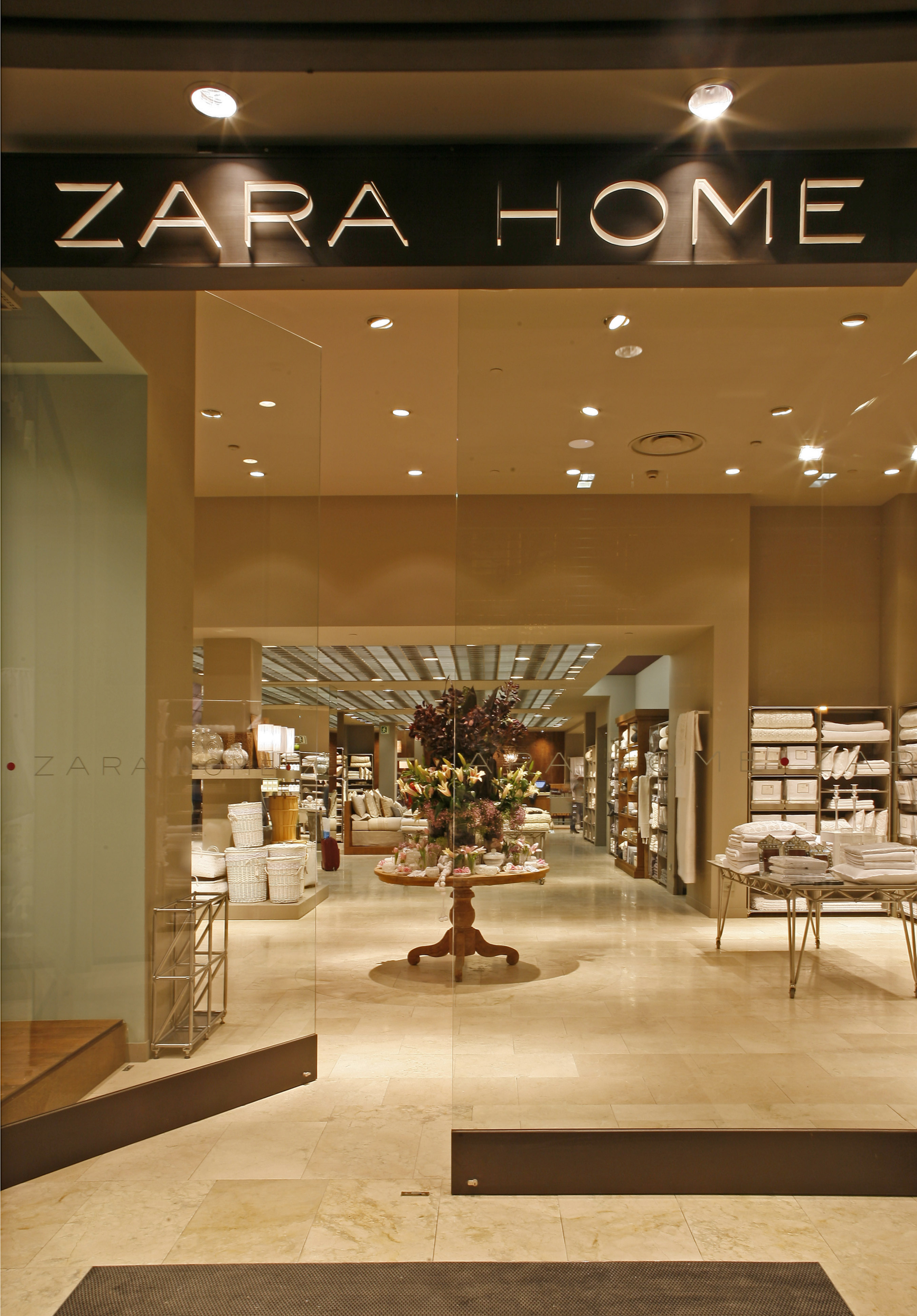
Botiga de Zara Home a Madrid

Zara Home és una cadena creada per Inditex l'any 2003 especialitzada en moda presta i decoració per a la casa. Al voltant del 70% dels seus productes són tèxtils, completant l'oferta amb objectes de decoració i parament. Presenta diverses línies sobre decoració: contemporània, clàssica, ètnica i línia blanca.
Zara Home compta amb 259 punts de venda repartits entre Espanya, Portugal, França, Bèlgica, Països Baixos, Regne Unit, Andorra, Itàlia, Polònia, Grècia, Romania, Malta, Xipre, Rússia, Turquia, Mèxic, Líban, Kuwait, Emirats Àrabs Units, Aràbia Saudita, Bahrain, Qatar, Jordània, Oman, Marroc i Egipte.

## Història
- 2003: A l'agost obre la seva primera botiga a Saragossa,[3] i acaba l'any amb 26 establiments.
- 2005: Es crea Zara Home Kids (productes infantils). A final d'any està present a 8 països.
- 2007: A l'octubre comença la venda per Internet a catorze països europeus.
- 2008: Acaba l'exercici estan present a 24 països amb 1.000 botigues.